# إرنو شوبرت
إرنو شوبرت (بالمجرية: Schubert Ernő) هو منافس ألعاب قوى مجري، ولد في 4 يونيو 1881 في بودابست في المجر، وتوفي في 10 فبراير 1931.

## وصلات خارجية
- إرنو شوبرت على موقع اللجنة الأولمبية الدولية (الإنجليزية)
- إرنو شوبرت على موقع أوليمبيديا (الإنجليزية)